# Karl von Birkmeyer
Karl Friedrich Ruprecht von Birkmeyer (født 27. juni 1847 i Nürnberg, død 29. juni 1920 i München) var en tysk retslærd.
Birkmeyer blev 1874 privatdocent i München, samme år ekstraordinær professor, 1877 ordentlig professor i Rostock, 1886 i München. Efter at have udgivet Die Exceptionen im bonae fidei judicium (1874) og Über das Vermögen im juristischen Sinne (1879) kastede Birkmeyer sig særlig over strafferet og straffeproces og erhvervede sig hurtig et navn som en fremtrædende repræsentant for den klassiske retning i strafferetsvidenskaben og i sin bog Was lässt von Liszt vom Strafrecht übrig? Eine Warnung vor der modernen Richtung im Strafrecht (1907), rettede Birkmeyer, der selv hyldede en foreningsteori, et skarpt angreb på den af von Liszt ledede retning i strafferetsvidenskaben. Sammen med Nagler påbegyndte Birkmeyer, støttet af en række modstandere af den sociologiske strafferetsskole, i 1908 udgivelsen af Kritische Beiträge zur Strafrechtsreform;, blandt andre mod dennes svenske repræsentant Johan Thyrén.

## Forfatterskab
Han har blandt andet forfattet:
Über Ursachenbegriff und Kausalzusammenhang im Strafrecht (1885),
Die Lehre von der Teilnahme und die Rechtsprechung des deutschen Reichsgerichts (1890),
Grundrisz zur Vorlesung über das deutsche Strafrecht (1890, 7. oplag 1908), hvori han blandt andet tager til genmæle mod Carl Torps afhandling :Birkmeyer contra von Liszt i Tidsskrift for Retsvidenskab XX S. 15 o. ff.,
Deutsches Strafprozessrecht (1898),
Der Schutz der editio princeps (1899),
Die Reform des Urheberrechts (1900),
Studien zu dem Hauptgrundsatz der modernen Richtung im Strafrecht "Nicht die Tat, sondern der Täter ist zu bestrafen" (1909)
Beiträge zur Kritik des Vorentwurfs’ zu einem deutschen Strafgesetzbuch (I—III, 1910),
Schuld und Gefährlichkeit in ihrer Bedeutung für die Strafbemessung (1914)
foruden en lang række mindre skrifter og tidsskriftafhandlinger.
Under medvirkning af Erwin Grueber, Paul Hinschius, Karl von Lilienthal, von Liszt og andre udgav Birkmeyer Encyklopädie der Rechtswissenschaft (1901, 2. oplag 1904), hvori han selv behandlede strafferetten.
Af særlig interesse for nordisk videnskab er hans Kritik über die Schrift "Prinzipien einer Strafgesetzreform. I. Die soziale Aufgabe der Strafe. Das Strafensystem. Von Dr. Johan C. W. Thyrén" (Lund 1912).
I Vergleichende Darstellung des Deutschen und Ausländischen Strafrechts har han bearbejdet Die Bestechung (IX bind, 1906) og
Die Teilnahme am Verbrechen (II, 1908).
Han var medudgiver af Kritische Vierteljahresschrift für Gesetzgebung und Rechtswissenschaft og af Mecklenburgische Zeitschrift für Rechtspflege und Rechtswissenschaft.